# 白根市
白根市（日语：／ Shirone shi */?）是位於新潟縣的一個已不存在的市。設立於1959年（昭和34年）6月1日。白根市在2005年3月21日，被編入新潟市。現在分屬新潟市南區和秋葉區。